# Ilha Arakamchechen
A Ilha Arakamchechen (em russo:  Остров Аракамчечен, Ostrov Arakamchechen) é uma ilha da Rússia no mar de Bering. Pertence ao Distrito Autónomo de Chukotka e fica perto da península de Chukotka. É desabitada.
Está separada da costa continental por um estreito de cerca de 8 km de largura. Tem 32 km de comprimento e largura máxima de 21 km. A sul desta ilha está a ilha Yttygran, da qual se separa por um estreito de 5 km. Tem um interior montanhoso.
As baleias-brancas (belugas) são comuns nas águas em redor das ilhas Arakamchechen e Yttigran. Muitas morsas vivem em colónias nas suas costas.
A localidade mais próxima da ilha é Yanrakynnot. Hoje em dia a ilha é muito popular entre turistas que procuram percursos ecológicos para observação da vida silvestre.